# Alexandru Ioanițiu
Alexandru Ioanițiu, romunski general, * 2. februar 1890, Botoşani, † 17. september 1941.